# Bab al-Hara
Bab al-Hara (arabisch باب الحارة, DMG Bāb al-Ḥāra ‚das Tor des Stadtviertels‘) ist eine der beliebtesten Fernsehserien in der arabischen Welt (Syrien), welche mehrere zehn Millionen Zuschauer aufweist. Die Serie handelt vom alltäglichen Leben der Damaszener in der Zwischenkriegszeit unter der französischen Herrschaft über Syrien, in welcher die Unabhängigkeit gefordert wird, und sich Palästina den Briten ausgesetzt sah. Staffel 7 wurde nicht vervollständigt.

## Übersicht
Die Sendung wird während des Ramadans ausgestrahlt und bildet dank des Erfolgs einen Teil der entstehenden modernen Tradition des Ramadan-Soap. Das arabische Satellitenfernsehen strahlt jeden Abend während des Ramadan spezielle Fernsehprogramme aus, um zu versuchen, den Kreis der Familien für sich zu erfassen, da sich diese gemeinsam gesammelt haben, um zu essen und das Fasten zu brechen.

## Rollen der Staffeln 1 bis 5
| Rolle                   | Schauspieler            | Staffel  | Sonstiges |
| ----------------------- | ----------------------- | -------- | --- |
| Abu Issam               | Abbas Al-Noury          | 1 und 2  | Apotheker; stirbt in Staffel 1 2, stellt sich jedoch heraus, dass er lebt und kommt in Staffel 6 wieder zurück                |
| Idaghshiri              | Bassam Kousa            | 1        | armer Unruhestifter; stirbt in Staffel 1                                                                                      |
| Abu Sh`hab              | Samer al-Masry          | 1 bis 3  | Starker Mann der Gegend; stirbt in Staffel 1 2 3                                                                              |
| Abu Samir               | Beispiel                | 1        | besitzt ein Hummusladen; stirbt in Staffel 1                                                                                  |
| Umm Abdullah            | Muna Wassef             | 1 bis 2  | Zigeunerin der Stadt Staffel 2                                                                                                |
| Souad                   | Sabah Jazaeri           | 1 bis 10 | Frau von Abu Issam Staffel 1 2 3 4 5 6 7 8 9 10                                                                               |
| Abu Ghalib              | Nezar Abohajar          | 1 bis 3  | Maisverkäufer; wurde von der Gegend verbannt Staffel 1 2 3                                                                    |
| Meghtaz                 | Wael Sharaf             | 1 bis 7  | jüngster Sohn von Abu Issam Staffel 1 2 3 4 5 6 7                                                                             |
| Issam                   | Meelad Yusuf            | 1 bis 10 | ältester Sohn von Abu Issam Staffel 1–10                                                                                      |
| Lutfieh                 | Leila Al-atrash         | 1 bis 5  | Frau von Issam Staffel 1 2 3 4                                                                                                |
| Jamileh                 | Taj Haidar              | 1 bis 5  | Tochter von Abu Issam Staffel 1 2                                                                                             |
| Dallal                  | Anahid Fiad             | 1 bis 5  | Tochter von Abu Issam; mit Brahim verheiratet Staffel 1 2                                                                     |
| Buran                   | Amieh Mals              | 1 bis 5  | Tochter von Abu Issam Staffel 1 2                                                                                             |
| Umm Zaki                |                         | 1 bis 5  | hilft Frauen bei Geburten Staffel 1 2 3 4 5                                                                                   |
| Fereal                  | Wafaa Maosili           | 1 bis 5  | Witwe und Unruhestifterin; heiratet in der 5. Staffel ihren angeblichen Cousin, der sich als Spion der Franzosen herausstellt |
| Abu Hatem               | Wafeq Alza'em           | 1 bis 5  | besitzt ein Café; hat sieben Töchter und einen Sohn Staffel 1 2 3 4 5                                                         |
| Umm Hatem               | Nahed al Halabi         | 1 bis 5  | Frau von Abu Hatem Staffel 5                                                                                                  |
| Abu Bashir              | Hassan Dakak            | 1 bis 5  | Brotverkäufer Staffel 1 2 3 4 5                                                                                               |
| Umm Bashir              |                         | 1 bis 5  | Frau von Abu Bashir Staffel 1 2                                                                                               |
| Bashir                  |                         | 1 bis 5  | Abu Bashirs Sohn; mit Jamileh verheiratet Staffel 1 2 4 5                                                                     |
| Hoda                    |                         | 1 bis 5  | Abu Bashirs Tochter; mit Issam verheiratet Staffel 1 2 3 4 5                                                                  |
| Abu Gassem              | Ayman Bahnasi           | 1 bis 5  | Besitzer des Hamam; Bruder von Abu Sh`hab und Souad Staffel 1 2 3 4 5                                                         |
| Abu Khater Salim Kallas |                         | 1 bis 5  | seit einem Schlaganfall kann er nicht mehr reden und laufen Staffel 1 2 3 4 5                                                 |
| Umm Khater              |                         | 1 bis 3  | Frau von Abu Khater, stirbt in Staffel 1 2                                                                                    |
| Khater                  |                         | 1 bis 5  | Abu Khaters Sohn Staffel 1 4 5                                                                                                |
| Riyad                   |                         | 1 bis 5  | Abu Khaters Schwiegersohn Staffel 1 2                                                                                         |
| Zahra                   | Beispiel                | 1 bis 5  | Abu Khaters Tochter; mit Riyad verheiratet Staffel 1 2                                                                        |
| Khayryeh                | Imarat Rizq             | 1 bis 8  | Tochter von Abu Khater; mit Meghtaz verheiratet, stirbt in Staffel 8                                                          |
| Abo Bader               | Mohammed Kheir Al-jarah | 1 bis 5  | Abu Issams Nachbar Staffel 1 2 3 4 5                                                                                          |
| Fawziyyeh               | Shukraan Mataja         | 1 bis 5  | Abu Baders Frau Staffel 1 2 4 5                                                                                               |
| Bader                   |                         | 1 bis 5  | Abu Baders Sohn Staffel 1 2                                                                                                   |
| Al Zaghim               |                         | 1 bis 2  | Chef der Gegend, stirbt in Staffel 1 2                                                                                        |
| Steif                   |                         | 1 bis 3  | Ein blinder Spion; tötet Abu Samir und Al Zaghim Staffel 1 2; getötet von Abu Sh'hab                                          |
| Abdou                   | Houssam Alchat          | 1 bis 5  | arbeitet im Hamam Staffel 1 2 3 4 5                                                                                           |
| Abu Ibrahim             | Issam Abaji             | 1 bis 3  | stirbt in Staffel 1 2 |
| Umm Ibrahim             | Fadwa Mohsen            | 1 bis 5  | Frau von Abu Ibrahim Staffel 1 2 5                                                                                            |
| Ibrahim                 | Mohammad El-Rifai       | 1 bis 4  | Sohn von Abu Ibrahim, mit Dallal verheiratet; stirbt in Staffel 1 2                                                           |
| Msallam                 |                         | 1 bis 4  | Kellner im Café, guter Freund von Meghtaz, Bashir, Issam und Khater, stirbt in Staffel 1                                      |
| Abu Jawdat              |                         | 1 bis 5  | Polizeichef Staffel 1 2 3 4 5                                                                                                 |
| Noury                   |                         | 1 bis 5  | Polizist und rechte Hand von Abu Jawdat; stirbt in Staffel 1 2 3 4 5                                                          |
| Abu Saumon              |                         | 1        | Wache der Stadt; stirbt in Staffel 1 durch Idaghshiri                                                                         |
| Abu Majed               | Tousam Tahseen Baik     | 1 bis 3  | Wache; stirbt in Staffel 3 |
| Abu Bashir              |                         | 1 bis 5  | Brotverkäufer; war guter Freund von Abu Issam Staffel 1 2 4 5                                                                 |
| Abu Marzouk             |                         | 1 bis 5  | Gemüsehändler; guter Freund von Abu Bader Staffel 1 2 3 4 5                                                                   |
| Abu Nar                 | Ali Kareem              | 1 bis 5  | Chef seines Dorfes Staffel 1 2 3 4 5                                                                                          |
| Abu Hakam               |                         | 1 bis 5  | arbeitet bei Abo Nar Staffel 1                                                                                                |
| Saeed                   | Mohammed Knoogh         | 1 bis 5  | Mann von Buran Staffel 1 2 3 4 5                                                                                              |
| Salim                   | Adham Al-Malla          | 1 bis 5  | Sohn von Saeed and Buran Staffel 1                                                                                            |
| Abu Satoor              |                         | 1 bis 5  | Freund von Abu Nar Staffel 1                                                                                                  |
| Sheikh Abdul-Halim      | Adil Ali                | 1 bis 5  | Sheikh der Gegend Staffel 1 2 3 4 5                                                                                           |
| Maghrof                 |                         | 1        | Sohn von Idaghshiri; stirbt in Staffel 1                                                                                      |
| Fathi                   |                         | 1 bis 5  | war als Dieb tätig; und arbeitet nun für Abu Shehab Staffel 1 3                                                               |
| Abu Arab                |                         | 3 bis 5  | Starker Mann der Gegend; taucht in Staffel 3 auf                                                                              |
| Sharifeh                | Jumana Murad            | 1 bis 5  | Tochter von Abu Hatem; mit Abu Shehab verheiratet Staffel 1 2 3 4 5                                                           |
| Abu Hassan              |                         | 1 bis 5  | Revolutionsführer; stirbt in Staffel 3 4 5                                                                                    |
| Abu Dibo                |                         | 1 bis 5  | heiratet die Schwester von Abu Hatem                                                                                          |
| Hamdi                   |                         | 1 bis 3  | spionierte für die Franzosen; stirbt in Staffel 3                                                                             |
| Nemes                   | Mustafa Al-Alkhani      | 4 bis 5  | Ein Bandit, der Verwüstung anrichtet, besonders wenn er beschließt, sich mit Abu Satoor zu treffen Staffel 4 5                |
| Umm Joseph              | Muna Wassef             | 4 bis 5  | eine Christin, welche hilft, gegen die Franzosen zu kämpfen Staffel 4 5                                                       |
| Ma`moon Bek             | Fayez Quzuq             | 5        | Spion; heiratete Fereal; stirbt in Staffel 4 5                                                                                |
| Abou Youssef            |                         | 5        | Umm Josephs Verwandter, Christ – Waffenliferant aus Palästina Staffel 3 4 5                                                   |
| Abou Ahmad              |                         | 5        | Abou Youssefs Freund, Moslem – hilft Abou Youssef Staffel 4 5                                                                 |
| Abu Diab/Abu Ghauud     | Qusai Khawli            | 5        | war ein Gefangener mit Abu Issam und weiß, dass Ma'moon Bek in Wirklichkeit ein Leutnant ist und Nemer heißt Staffel 5        |
| Wardeh                  |                         | 5        | Abu Baders Tochter, von Fawziyyeh adoptiert; wird von ihrer echten Mutter wieder aufgenommen Staffel 5                        |
| Fayza                   |                         | 5        | Abu Nars Tochter, heiratet Issam Staffel 5                                                                                    |
| Samira                  |                         | 5        | Frau von Khater Staffel 5 |
| Abu Faisal              |                         | 5        | Abu Diabs Cousin, welcher Issam den Brief von seinem Vater gibt Staffel 5                                                     |
| Abu Shakir              |                         | 5        | bringt Nouri um, und muss deshalb ins Gefängnis gehen Staffel 5                                                               |